# Mas Alba
Mas Albà és una urbanització de Sant Pere de Ribes que es troba uns 2 km a l'est del nucli de Ribes. Per accedir-hi en cotxe cal fer-ho des de Sitges, ja que des de Sant Pere de Ribes sols s'hi pot accedir per una pista forestal que surt de can Quadres de la Timba i passa vora la masia de la Carretera. La urbanització es creà vers el 1969 a la vall del Fondo Gran, al massís del Garraf.
El nom procedeix de la masia anomenada el mas de mossèn Albà o Mas Albà que es troba a la zona. Hom ha unit sovint les dues paraules i n'ha eliminat l'accent per anomenar incorrectament la urbanització com a Masalba. El 2023 tenia 558 habitants.